# Eurytoma ingens
Eurytoma ingens är en stekelart som beskrevs av Bugbee 1944. Eurytoma ingens ingår i släktet Eurytoma och familjen kragglanssteklar. Inga underarter finns listade i Catalogue of Life.